# Czarny nacjonalizm
Czarny nacjonalizm – jedna z odmian nacjonalizmu, którego głównym założeniem jest by osoby czarnoskóre, jako osobna grupa, dążyli do rozwoju i utrzymania swojej tożsamości. Celem działalności wielu zwolenników czarnego nacjonalizmu było utworzenie przez Afroamerykanów odrębnego narodu osób czarnoskórych. Ten rodzaj nacjonalizmu powstał w Stanach Zjednoczonych w latach 70. i podobnie jak inne jego odmiany odnosi się do spraw politycznych, ekonomicznych i społecznych czarnoskórej społeczności. Sprzeciwia się też integracji Afroamerykanów z amerykańską kulturą osób białych.